# Melandrya fasciata
Melandrya fasciata is een keversoort uit de familie zwamspartelkevers (Melandryidae). De wetenschappelijke naam van de soort werd in 1974 gepubliceerd door Nikolay Borisovich Nikitskiy.